# NGC 3011
NGC 3011 este o galaxie seyfert de tip 2⁠(d) situată în constelația Leul. A fost descoperită în 21 aprilie 1886 de către Lewis A. Swift.